# Encyocrypta abelardi
Encyocrypta abelardi is een spinnensoort uit de familie Barychelidae. De soort komt voor in Nieuw-Caledonië.